# Hermann Pipo
Hermann Pipo (* 6. April 1854 in Lengede; † 1. September 1920 in Zittau; vollständiger Name: Ferdinand Julius Hermann Theodor Pipo) war ein deutscher Architekt.

## Leben
Hermann Pipo war jüngerer Bruder des späteren Architekten und Bauunternehmers Konrad Pipo (1845–1904). Nach dem Besuch der Oberrealschule und des Gymnasiums Andreanum in Hildesheim studierte er von 1872 bis 1877 an der Polytechnischen Schule Hannover, an der er Schüler von Conrad Wilhelm Hase war.
Nachdem er als Architekt in Zittau tätig geworden war, erhielt er am 15. April 1887 das Bürgerrecht der Stadt, in der er als Oberlehrer beziehungsweise Professor für Baukonstruktionslehre und Mathematik an der Baugewerkschule Zittau unterrichtete.
Noch zu Lebenszeiten Pipos wurde 1908 die Professor-Pipo-Stiftung für die Gewerbe- und Handwerkerschule in Zittau errichtet.

## Werk

### Bauten

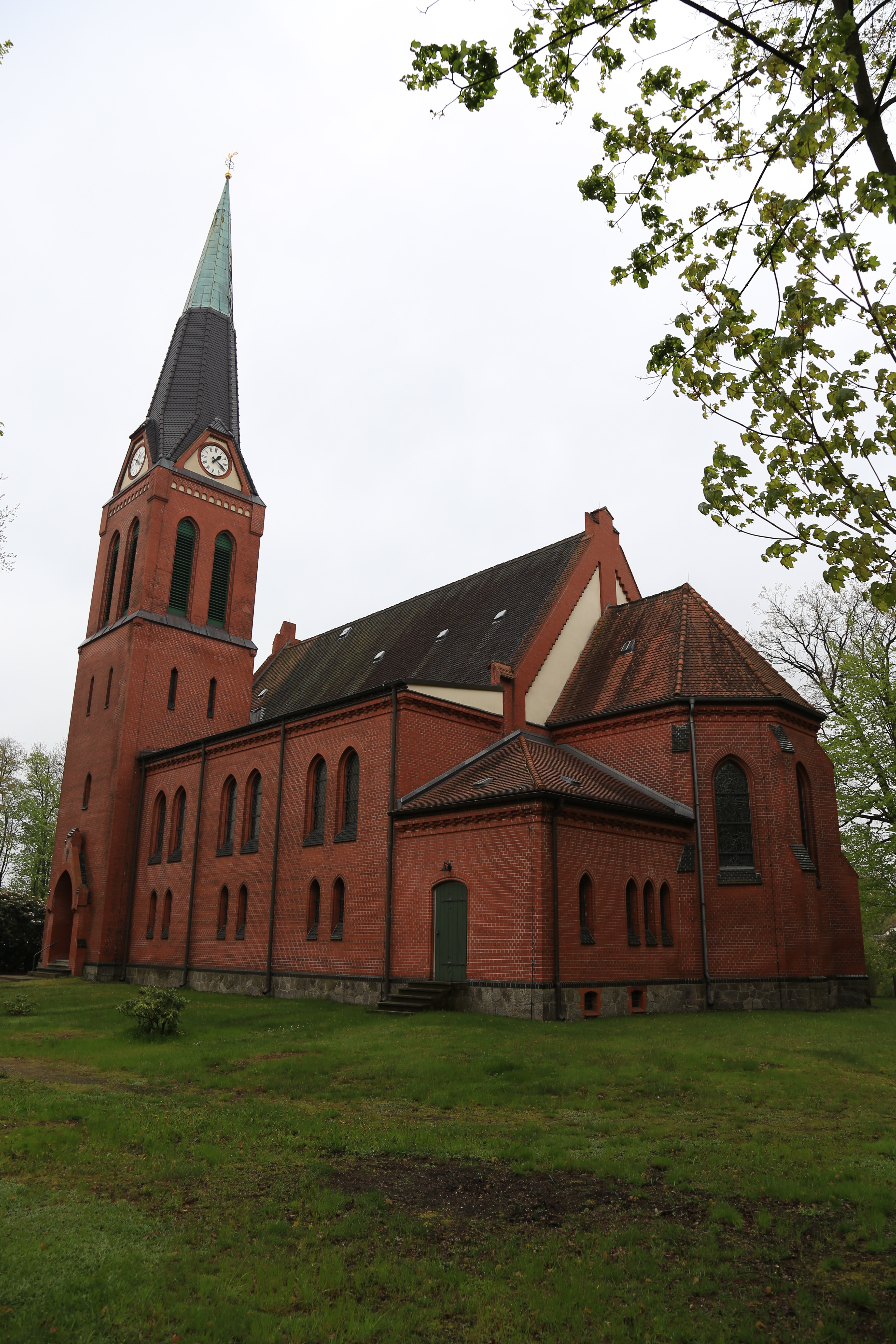
Johanneskirche in Bernsdorf

- 1894: Umbau der evangelisch-lutherischen Kirche in Großgrabe bei Bernsdorf (Oberlausitz)
(Erhöhung des Kirchenschiffs um zwei Meter, teilweise Erneuerung des Dachstuhls, Eindeckung des früheren Ziegeldachs mit Schiefer, Neuausstattung mit Altar, Kanzel, Taufstein und Orgel)[2]
- 1904–1905: evangelische Johanneskirche in Bernsdorf (Oberlausitz)[1]
- 1904–1905: Grabmal für seinen Bruder Konrad Pipo in Hannover[1]
- undatiert: Kriegerdenkmal für die Gefallenen des Deutsch-Französischen Kriegs in Mittelherwigsdorf, Zittauer Straße 2 (erhalten)[1]

### Schriften
- Baukonstruktionslehre,
  - Teil 1: Holzkonstruktionen. Mönch, Zittau o. J. (Inhaltsverzeichnis bei der Deutschen Nationalbibliothek)
  - Teil 2: Holzkonstruktionen. Böhme, Zittau o. J.
  - Teil 3: Der innere Ausbau. Böhme, Zittau o. J.
  - Teil 4, Band 1: Steinkonstruktionen. Böhme, Zittau o. J. (Inhaltsverzeichnis bei der Deutschen Nationalbibliothek)
  - Teil 4, Band 2: Steinkonstruktionen. Böhme, Zittau o. J. (nur Kapitel C Der Bau der Gewölbe und Kapitel D Der Bau steinerner Treppen)